# Rjava lipovka
Rjava lipovka (znanstveno ime Oxycarenus lavaterae) je majhna stenica iz številčne družine gozdnih tekačev (Lygaeidae), v dolžino meri 4–6 mm. Ima ozko oprsje, ki se koničasto zaključi v glavo in na sprednjem paru kril značilen vzorec, ki se preliva iz črne v rdečo barvo. Trikotni ščitek (skutelum) je črn. Ličinke zadnjih stadijev imajo živordeč zadek, večji kot odrasle živali. Podobno kot preostali predstavniki družine je rastlinojeda, prehranjuje se z rastlinskim sokom slezenovk in lipovk, ki ga sesa v krošnjah na mladih poganjkih.
Živi v velikih kolonijah premera do enega metra, kar jim daje varnost pred plenilci. Ko kolonija dovolj zraste, se od nje odcepi manjši del in živali ustvarijo novo kolonijo na drugem mestu. Na zunaj so kolonije v krošnjah razmeroma neopazne tudi ob velikem številu osebkov. Že na videz se ločijo kolonije, ki jih v glavnem sestavljajo ličinke, od tistih z odraslimi živalmi. Rdeči zadki ličink dajejo njihovim kolonijam rdečo barvo, kolonije odraslih živali pa zaradi konic kril od daleč izgledajo kot skupine srebrnih pik.
Najbolj znana pa je rjava lipovka po ogromnih gručah, v katere se združujejo osebki med prezimovanjem na deblih lipovcev. Po tej lastnosti je dobila tudi slovensko ime. Združevanje v gruče jim omogoča ohranjanje telesne toplote, zaradi česar se zmanjša smrtnost pozimi zaradi mraza, ki je sicer najbolj omejujoč dejavnik za populacije stenic v naravi. V južnejših predelih Evrope se izmenjajo tri do štiri generacije letno, življenjski krog zaključijo v 30-40 dneh.

## Razširjenost
Njen prvotni areal je Mediteran od jugozahodne Afrike, Saudove Arabije in Jemna do Portugalske in južne Francije, prisotna pa je tudi v tropskem delu Afrike do njenega juga. V zadnjih desetletjih beležijo njeno širjenje na sever na račun vedno toplejšega podnebja. Tako je bila v Avstriji prvič opažena šele leta 2001, leta 2004 pa v severni Švici. Tudi v Sloveniji je bila rjava lipovka do začetka 21. stoletja redek gost, z manj kot deset najdbami med letoma 1987 in 2008 na obali, v Vipavski dolini, Ljubljanski kotlini in Pomurju, poleg teh pa je bil še en potrjen podatek iz 19. stoletja. V zadnjih letih opažajo pogostejše pojavljanje.
Kot škodljivec zaradi redkega pojavljanja še ne predstavlja posebne grožnje. Nevšečnost včasih predstavljajo le gruče teh žuželk, ki se usedejo na javnih površinah (npr. klopeh v parkih) ali silijo v stanovanja.